# György Pallavicini
György Mária Arthúr József Ede István Gusztáv Károly Pallavicini (Budapest, 5 dicembre 1881 – Budapest, 4 gennaio 1946) è stato un nobile, politico e militare ungherese.

## Biografa
Discendente dell'antica e nobile famiglia italiana dei Pallavicini, György era figlio del conte Ede Pallavicini (1845-1914) e di sua moglie, Etelka Majláth (1853-1936). I suoi nonni paterni erano il conte Arthur Pallavicini (1810-1872), capitano del 7º reggimento ussari, e la contessa Teresa Spaur (1818-1902). Suoi nonni materni furono il politico ungherese György Majláth (1818-1883) e la baronessa Stefania Hilleprand von Prandau (1832-1914).
Dal 1906 al 1918, poi dal 1920 al 1926, ed infine dal 1931 al 1935, fu membro del parlamento ungherese. Fu segretario di stato presso la presidenza del consiglio dei ministri del governo guidato dal conte Móric Esterházy. Dalla sua prima esperienza politica fu schierato col Partito Costituzionale Nazionale, ma quando questo si dissolse scelse di non seguire molti suoi colleghi nel Partito Nazionale del Lavoro, preferendo continuare a fare politica senza uno schieramento, da indipendente. Fu membro del Comitato Controrivoluzionario Anti-Bolscevico a Vienna.
Dopo la caduta del regime comunista, divenne commissario del nuovo governo per la regione della Transdanubia. In seguitò aderì al Partito dell'Associazione Nazionale Cristiana e poi, all'inizio del 1922, si unì al Partito Andrássy-Friedrich (Partito Nazionale Cristiano). Anche dopo la fine di quest'ultima esperienza politica, decise di rimanere come indipendente. Attaccò duramente il governo Bethlen, mossa che se da un lato gli diede grande risalto come figura politica, dall'altro gli attirò le ire del governo. Nel 1931 tornò al parlamento col governo Dombóvár all'interno del Partito dell'Unità. Nel periodo tra le due guerre mondiali attaccò più volte il governo e difese principi legittimi. La sua cerchia ristretta di amici includeva il conte Antal Sigray e il dott. Tibor Farkas. Durante la seconda guerra mondiale fu nettamente contrario alla Germania nazista.
Morì il 4 gennaio 1946 a Budapest.
Nel 1916 fu presidente della Federazione calcistica dell'Ungheria.

## Matrimonio e figli
Il 30 gennaio 1911 sposò la contessa Barbora Andrassy (9 gennaio 1890 - 18 agosto 1968), figlia del conte Tivadar Andrássy (1857-1905) e di sua moglie, la contessa Eleonóra Zichy e Vázsonykő (1867-1945). La coppia ebbe i seguenti figli:
- György (?-1949)
- Antal (1922-1957), maggiore d'esercito. Martire della rivoluzione ungherese del 1956
- Ede
- Thyra